# 910-talet f.Kr.

## Händelser
- 912 f.Kr. – Adad-nirari II efterträder sin far Ashur-Dan II som kung av Assyrien.
- 910 f.Kr. – Abdastratos regeringstid över Tyros tar slut.

## Födda
- 915 f.Kr. – Achasja, kung av Juda rike.

## Avlidna
- 911 f.Kr. – Abijah, kung av Juda.
- 910 f.Kr. – Zhou yi wang, kinesisk kung av Zhoudynastin.